# داريان غراب
داريان غراب (بالإنجليزية: Darian Grubb)‏ هو مهندس أمريكي، ولد في 9 أكتوبر 1975 في فلويد في الولايات المتحدة.